# كلارا ويتشمان
كانت كلارا غيرترود ويتشمان (17 أغسطس 1885 - 15 فبراير 1922) محامية ألمانية هولندية وناشطة أناركية نسوية، أصبحت من أبرز المدافعين عن إصلاح العدالة الجنائية وإلغاء السجون في هولندا.

## السيرة الذاتية
ولدت كلارا ويتشمان عام 1885 في هامبورغ، لوالديها كارل إرنست آرثر ويتشمان وجوانا تيريزا هنرييت زيسه. درست في 1902 الفلسفة وأعمال جورج فيلهلم فريدريش هيغل. ومضت في دراسة القانون بين عامي 1903 و1905، فانتقدت حينها نظام العدالة الجنائية لأول مرة وبدأت ممارسة الضغوط من أجل إصلاحه.
أعدت نظرية في القانون الجنائي تدعو إلى إلغاء السجون والعدالة الجزائية، فأوضحتها بإسهاب من خلال أطروحتها، وتخرجت بدرجة دكتوراه في القانون عام 1912. وفي عام 1914، توظفت محامية في مكتب إحصاءات هولندا، وسرعان ما ترقت إلى نائب مدير معهد الرعاية الاجتماعية. وتعاونت مع جاك دو روس في تجميع الإحصاءات الجنائية، وفي 1919 خلفت دو روس رئيسةً لقسم الإحصاءات القضائية.
أثناء دراستها، انضمت إلى الحركة النسوية الهولندية في 1908، وشاركت في تأسيس الجمعية الهولندية لحق المرأة في الاقتراع وعملت أمينة لها حتى 1911. وكانت أيضًا عضوًا في مجلس إدارة مؤسسة تحسين الوضع الاجتماعي والقانوني للمرأة في هولندا. ومضت للمشاركة في معارضة الحرب العالمية الأولى وأصبحت أناركية في 1918. درست كذلك تاريخ الحركة النسوية، ومن 1914 إلى 1918، شاركت في تأليف موسوعة المرأة والحركة النسائية وقضية المرأة مع كورنيليا فيركر- بوجون.
أصبحت ناشطة في حركة إلغاء السجون وشنت حملة ضد العدالة الجزائية التي وصفتها بأنها «وصمة عار من التخلف والفظاظة والضحالة والقسوة». وفي 1919، أسست لجنة العمل ضد وجهات النظر الحالية حول الجريمة والعقاب، وشاركت في تأسيس اتحاد المثقفين الاشتراكيين الثوريين. وفي 21 مارس 1920، ألقت خطابًا عامًا أكدت فيه أن الجريمة متجذرة في الظلم الاجتماعي، وأن العلاقات الاجتماعية العادلة ستجعل جميع الأعمال الإجرامية تتبدد تقريبًا. وشاركت في العام نفسه بتأسيس اتحاد الشيوعيين الأناركيين المتدينين. وكتبت العديد من المقالات للدورية التي تصدر عن المنظمة، الشيوعي الحر، دعت فيهم إلى الإضرابات كوسيلة للمقاومة السلمية ضد الظلم الاجتماعي.
وفي 1921، تزوجت من يوناس ماير، مستنكف سلمي رافض سلمي للخدمة العسكرية. كان الزوجان على علاقة وثيقة بالأناركيين الهولنديين ألبرت دي يونغ وبارت دي ليخت. توفيت ويتشمان في 1922، بعد ساعات قليلة من ولادة ابنتها هيتي كلارا باشير- ماير.

## إرثها
واصل يوناس ماير نشر أعمال ويتشمان بعد وفاتها. وعلى الرغم من كونه ملحدًا، إلا أنه كان يهودي المولد ونجا من الحرب العالمية الثانية بالاختباء في أمستردام. نجت هيتي كلارا من الحرب وساعدت على إخفاء عائلة يهودية في ليدن أثناء عملها مع المقاومة. وأصبحت بعد الحرب طبيبة، وظلت حتى وفاتها منخرطة بنشر أعمال والدتها وأرشفتها. وفي عام 1987، افتُتح معهد كلارا ويتشمان باسمها، واهتم بالدفاع عن حقوق المرأة. وفي 2005 أجرى المعهد دراسة حول موضوع التمييز الإيجابي أو التمييز ضد المرأة على أسس دينية، وعلاقته بالمعاهدات الدولية الخاصة بالمساواة بين الجنسين. وفي نفس العام، نشرت إيلي سمولينارس شغف تجاه الحرية، سيرة ذاتية حول ويتشمان.